# Mateo Cassierra
Zander Mateo Cassierra Cabezas (Barbacoas, 13 aprile 1997) è un calciatore colombiano, attaccante dello Zenit San Pietroburgo e della nazionale colombiana.

## Carriera

### Club

#### Deportivo Cali
L'esordio in prima squadra arriva il 19 febbraio 2015, in occasione della partita di Copa Colombia persa, per 3-2, contro il Cortuluá partendo da titolare e giocando tutti i 90 minuti di gioco. Il primo gol arriva il 19 marzo successivo in occasione della partita di Copa Colombia persa, per 4-3, contro l'Atlético andando a siglare la 1ª marcatura del match. L'11 maggio mette a segno le sue prime due reti nel massimo campionato colombiano andando ad aprire e chiudere le marcature della partita vinta, per 2-3, contro l'Once Caldas. Il 7 giugno vince il suo 1º titolo andando a conquistare il campionato insieme alla sua squadra che batte in finale gli avversari dell'Independiente Medellín. Nella sua 1ª stagione da professionista totalizza 33 presenze e 11 reti.
Il 27 gennaio 2016 perde la finale della Súper Liga contro l'Atlético Nacional. Il 21 aprile mette a segno anche le sue prime due reti in campo internazionale in occasione della partita di Coppa Libertadores persa, per 6-2, contro gli argentini del Boca Juniors.

#### Ajax e vari prestiti
Il 17 giugno 2016 viene acquistato dal club olandese dell'Ajax per una cifra vicina ai 5 milioni di euro con il quale firma un contratto valido fino al 2021. Cassierra è il secondo colombiano a vestire la maglia de I Lancieri dopo Daniel Cruz che giocò per la squadra olandese dal 2000 al 2003. L'esordio arriva il 26 luglio successivo in occasione del 3º turno preliminare di Champions League pareggiato, per 1-1, contro i greci del PAOK. Il 7 agosto 2016, in occasione del suo esordio in Eredivisie, mette a segno la sua prima rete con la maglia dei Lancieri nella vittoria, per 1-3, contro lo Sparta Rotterdam. Il 26 ottobre successivo mette a segno la sua prima doppietta in occasione della partita di Coppa d'Olanda vinta, per 1-6, contro il Kozakken Boys. Il 24 maggio 2017 perde la finale di Europa League, per 0-2, contro il Manchester Utd. Chiude la stagione con un bottino di 29 presenze e 4 reti.
Il 2 giugno 2018 il club annuncia il passaggio, in prestito, al Groningen fino al 30 giugno 2019. L'esordio arriva il 25 agosto successivo in occasione della trasferta vinta, per 0-1, contro il De Graafschap.

#### Zenit
Il 1º luglio 2022 viene acquistato a titolo definitivo dallo Zenit San Pietroburgo per 4.5 milioni di euro.

### Nazionale
Esordisce con la nazionale colombiana il 16 giugno 2023, nella gara amichevole contro l'Iraq, subentrando a Rafael Santos Borré al minuto 74 e siglando subito il suo primo gol due minuti dopo, che decide la gara.

## Statistiche

### Presenze e reti nei club
Statistiche aggiornate al 16 aprile 2025.
| Stagione                     | Squadra                      | Campionato                   | Campionato | Campionato | Coppe nazionali | Coppe nazionali | Coppe nazionali | Coppe continentali | Coppe continentali | Coppe continentali | Altre coppe | Altre coppe | Altre coppe | Totale | Totale |
| Stagione                     | Squadra                      | Comp                         | Pres       | Reti       | Comp            | Pres            | Reti            | Comp               | Pres               | Reti               | Comp        | Pres        | Reti        | Pres   | Reti   |
| ---------------------------- | ---------------------------- | ---------------------------- | ---------- | ---------- | --------------- | --------------- | --------------- | ------------------ | ------------------ | ------------------ | ----------- | ----------- | ----------- | ------ | ------ |
| 2015                         | Deportivo Cali               | A                            | 23         | 8          | CC              | 10              | 3               | -                  | -                  | -                  | -           | -           | -           | 33     | 11     |
| 2016                         | Deportivo Cali               | A                            | 20         | 4          | CC              | 0               | 0               | CL                 | 6                  | 2                  | SL          | 0           | 0           | 26     | 6      |
| Totale Deportivo Cali        | Totale Deportivo Cali        | Totale Deportivo Cali        | 43         | 12         |                 | 10              | 3               |                    | 6                  | 2                  |             | -           | -           | 59     | 17     |
| 2016-2017                    | Jong Ajax                    | 1D                           | 17         | 11         | -               | -               | -               | -                  | -                  | -                  | -           | -           | -           | 17     | 11     |
| 2017-2018                    | Jong Ajax                    | 1D                           | 29         | 18         | -               | -               | -               | -                  | -                  | -                  | -           | -           | -           | 29     | 18     |
| Totale Jong Ajax             | Totale Jong Ajax             | Totale Jong Ajax             | 46         | 29         |                 | -               | -               |                    | -                  | -                  |             | -           | -           | 46     | 29     |
| 2016-2017                    | Ajax                         | ED                           | 17         | 2          | CO              | 3               | 2               | UCL+UEL            | 4+5                | 0                  | -           | -           | -           | 29     | 4      |
| 2017-2018                    | Ajax                         | ED                           | 4          | 1          | CO              | 1               | 0               | UCL+UEL            | 0                  | 0                  | -           | -           | -           | 5      | 1      |
| Totale Ajax                  | Totale Ajax                  | Totale Ajax                  | 21         | 3          |                 | 4               | 2               |                    | 9                  | 0                  |             | -           | -           | 34     | 5      |
| 2018-gen. 2019               | Groningen                    | ED                           | 10         | 1          | CO              | 0               | 0               | -                  | -                  | -                  | -           | -           | -           | 10     | 1      |
| gen.-giu. 2019               | Racing Club                  | PD                           | 0          | 0          | CA+CdL          | 0+2             | 0               | CS                 | 0                  | 0                  | -           | -           | -           | 2      | 0      |
| 2019-2020                    | Belenenses SAD               | PL                           | 29         | 4          | CP+CdL          | 1+0             | 0+0             | -                  | -                  | -                  | -           | -           | -           | 30     | 4      |
| 2020-2021                    | Belenenses SAD               | PL                           | 32         | 10         | CP+CdL          | 3+0             | 1+0             | -                  | -                  | -                  | -           | -           | -           | 35     | 11     |
| 2021-2022                    | Belenenses SAD               | PL                           | 2          | 0          | CP+CdL          | 0+1             | 0+0             | -                  | -                  | -                  | -           | -           | -           | 3      | 0      |
| Totale Belenenses            | Totale Belenenses            | Totale Belenenses            | 63         | 14         |                 | 5               | 1               |                    | -                  | -                  |             | -           | -           | 68     | 15     |
| 2021-2022                    | Soči                         | PL                           | 22         | 14         | KR              | 1               | 0               | UECL               | 0                  | 0                  | -           | -           | -           | 23     | 14     |
| 2022-2023                    | Zenit San Pietroburgo        | PL                           | 26         | 2          | KR              | 7               | 3               | -                  | -                  | -                  | SR          | 1           | 1           | 34     | 6      |
| 2023-2024                    | Zenit San Pietroburgo        | PL                           | 28         | 21         | KR              | 9               | 3               | -                  | -                  | -                  | SR          | 1           | 0           | 38     | 24     |
| 2024-2025                    | Zenit San Pietroburgo        | PL                           | 24         | 8          | KR              | 6               | 3               | -                  | -                  | -                  | SR          | 1           | 0           | 31     | 11     |
| Totale Zenit San Pietroburgo | Totale Zenit San Pietroburgo | Totale Zenit San Pietroburgo | 78         | 31         |                 | 22              | 9               |                    | -                  | -                  |             | 3           | 1           | 103    | 41     |
| Totale carriera              | Totale carriera              | Totale carriera              | 283        | 104        |                 | 44              | 15              |                    | 15                 | 2                  |             | 3           | 1           | 345    | 122    |

### Cronologia presenze e reti in nazionale
| Cronologia completa delle presenze e delle reti in nazionale ― Colombia | Cronologia completa delle presenze e delle reti in nazionale ― Colombia | Cronologia completa delle presenze e delle reti in nazionale ― Colombia | Cronologia completa delle presenze e delle reti in nazionale ― Colombia | Cronologia completa delle presenze e delle reti in nazionale ― Colombia | Cronologia completa delle presenze e delle reti in nazionale ― Colombia | Cronologia completa delle presenze e delle reti in nazionale ― Colombia | Cronologia completa delle presenze e delle reti in nazionale ― Colombia |
| Data                                                                    | Città                                                                   | In casa                                                                 | Risultato                                                               | Ospiti                                                                  | Competizione                                                            | Reti                                                                    | Note                                                                    |
| ----------------------------------------------------------------------- | ----------------------------------------------------------------------- | ----------------------------------------------------------------------- | ----------------------------------------------------------------------- | ----------------------------------------------------------------------- | ----------------------------------------------------------------------- | ----------------------------------------------------------------------- | ----------------------------------------------------------------------- |
| 16-6-2023                                                               | Valencia                                                                | Colombia                                                                | 1 – 0                                                                   | Iraq                                                                    | Amichevole                                                              | 1                                                                       | 74’                                                                     |
| 20-6-2023                                                               | Gelsenkirchen                                                           | Germania                                                                | 0 – 2                                                                   | Colombia                                                                | Amichevole                                                              | -                                                                       | 77’                                                                     |
| 22-3-2024                                                               | Londra                                                                  | Spagna                                                                  | 0 – 1                                                                   | Colombia                                                                | Amichevole                                                              | -                                                                       | 76’                                                                     |
| Totale                                                                  |                                                                         | Presenze                                                                | 3                                                                       |                                                                         | Reti                                                                    | 1                                                                       |                                                                         |

## Palmarès

### Club

#### Competizioni nazionali
- Campionato colombiano: 1

Deportivo Cali: Apertura 2015
- Eerste Divisie: 1

Jong Ajax: 2017-2018
- Campionato argentino: 1

Racing Club: 2018-2019
- Campionato russo: 2

Zenit: 2022-2023, 2023-2024
- Coppa di Russia: 1

Zenit: 2023-2024
- Supercoppa di Russia: 3

Zenit: 2022, 2023, 2024

### Individuale
- Capocannoniere del Campionato russo: 1

2023-2024 (21 gol)